# Émile Tumelaire
Émile Tumelaire (né le 30 juillet 1849 à Ath et décédé en octobre 1927 à Watermael-Boisfort) est un enseignant, préfet des études et mutualiste belge. Il est l'un des grands protagonistes du développement des mutualités en Belgique à la fin du XIXe siècle.

## Biographie
Il est le fils de Jean-Baptiste Tumelaire, imprimeur et de Marie-Thérèse Davoise, couturière. Il fait ses études au collège communal d'Ath. Il poursuit avec des études universitaires d'abord à l'Université de Gand en 1875 puis à l'Université de Liège en 1880 où il obtient un doctorat en philosophie et lettres. Il se marie trois fois. Avec Marie Josèphe Mitiens en 1872 (décédée à 24 ans en 1875), avec Maria-Joséphine Tilkin (décédée à 39 ans en 1895 selon acte de décès) et avec Célina Duquesne en 1903.

### Vie professionnelle

#### Enseignement
Il enseigne d'abord au Collège communal d'Ath puis au Collège et à l'Athénée de Charleroi. Pendant de nombreuses années, il occupe la chaire de français de l'Ecole industrielle de Charleroi. En 1898, il est appelé à la direction de l'École industrielle de Montignies-sur-Sambre lors de la création de celle-ci.
En 1900, il est nommé préfet des études de l'Athénée Royal d'Ath. En 1909, il prend sa retraite.

#### Mutualiste et philanthrope
Il est un apôtre de la mutualité. Il l'a préconisée et développée au temps où elle ne faisait pas encore partie des mœurs et qu'elle ne recueillait que méfiance des classes populaires. Dès 1886, il est l'un des créateurs des « Fourneaux économiques de Charleroi » , société coopérative d'alimentation économique du bassin de Charleroi dont il devient administrateur et secrétaire.
En 1887, il crée la Société de secours mutuels L'Espérance à Charleroi avec Édouard Falony, Remy Mattens, Henri Bronckart, et François Verstegen. L'Espérance prend rapidement de l'importance malgré l'hostilité des dirigeants du Parti socialiste en gestation. Son programme s'appuyait sur la solidarité, la fraternité et l'altruisme en s'efforçant de convaincre la classe ouvrière. Le 14 juillet 1889 était inaugurée la Fédération des Sociétés de secours mutuels neutres du bassin de Charleroi à l'intérieur de l'hôtel de ville de Charleroi. Quatorze sociétés mutualistes avaient adhéré à la fédération dont treize avaient été fondées par Émile Tumelaire. Ces sociétés grouperont bientôt des dizaines de milliers d'adhérents. Les statuts de la fédération instituaient une caisse de réassurance et un Conseil d'arbitrage et de conciliation. Cette fédération prend l'initiative d'éclairer les pouvoirs publics sur l'importance de la protection sociale, ancêtre de la Sécurité sociale. L'exemple de Charleroi a ensuite été suivi dans toute la Belgique avec la création de caisses de réassurance neutres, catholiques et socialistes. Émile Tumelaire assumera ainsi la présidence de l'Union nationale des Fédérations mutualistes.
Ayant pris sa retraite d'enseignant, il revient à Charleroi où il poursuit sa propagande pour les œuvres de prévoyance sociale. Le Conseil communal de Charleroi le désigne pour faire partie de la Commission des hospices. Il continue ainsi à faire preuve de dévouement pendant la Première Guerre mondiale.

## Hommages et distinction
Depuis le 27 mai 1928, la « Rue Émile Tumelaire » perpétue sa mémoire à Charleroi Ville-Haute. Une plaque commémorative y a été apposée en 1929, œuvre du sculpteur Jules Van der Stock (1897-1944).
En 1898, la distinction suivante lui a été décernée par le roi Léopold II de Belgique en récompense pour ses activités de mutualiste :
- Chevalier de l'ordre de Léopold.